# Heinrich von Peham

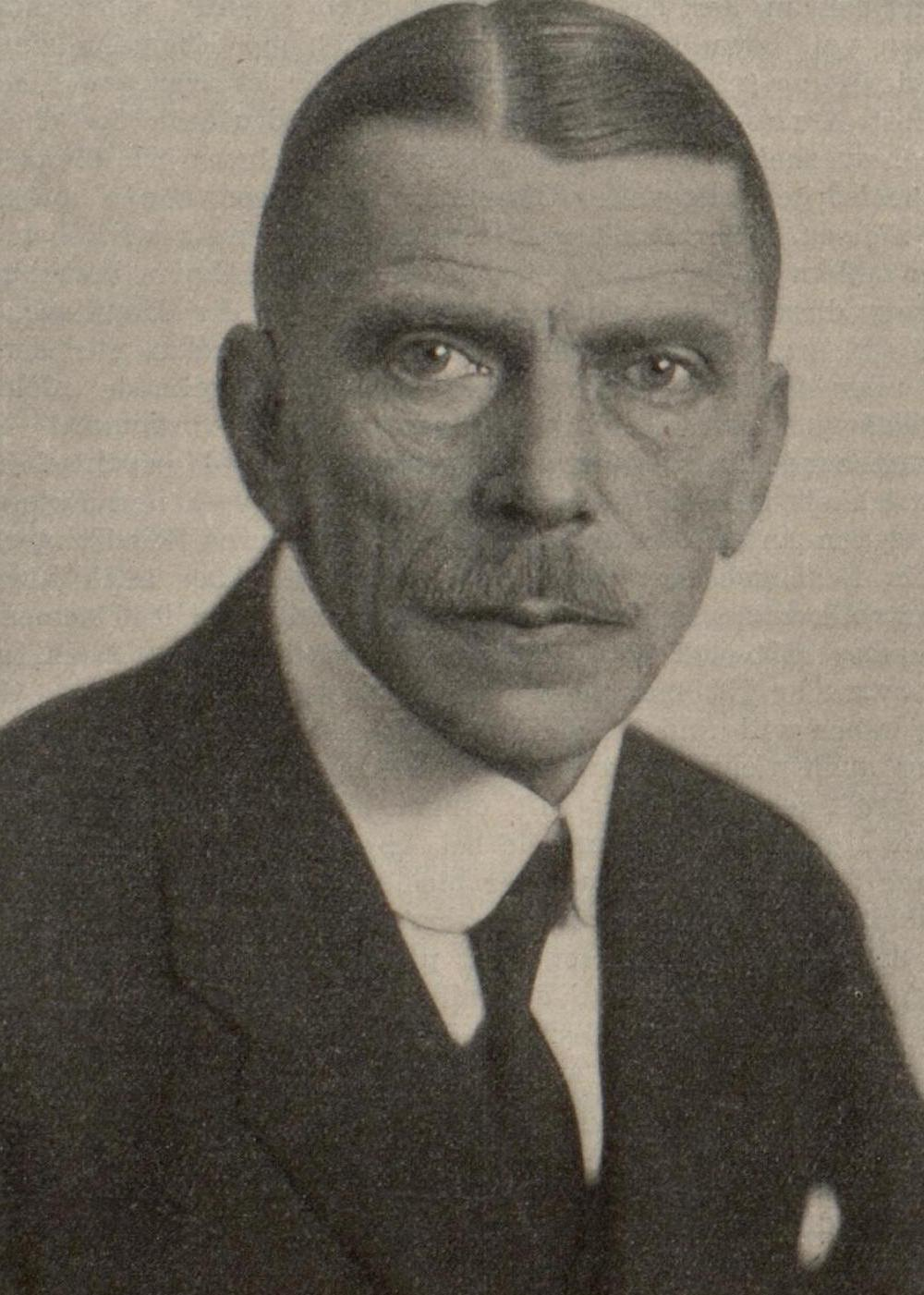
Heinrich von Peham

Heinrich Peham, 1918 bis 1919 Ritter Peham von Bojernberg (* 3. Mai 1871 in Wien; † 21. Juli 1930 in Hinterstoder) war ein österreichischer Frauenarzt und Geburtshelfer.

## Leben und Wirken
Heinrich Peham war ein Sohn des Buchhalters Heinrich Joseph Peham (* 11. Oktober 1827 in Wien-Leopoldstadt; † 1902 in Krems) aus seiner am 12. Oktober 1861 in Grinzing geschlossenen Ehe mit Theresia Peham, einer Tochter des Karl Peham (* 27. August 1834 in Obernberg am Inn; † 1898 in Krems). Pehams Vorfahren sowohl väterlicher- als auch mütterlicherseits stammten aus Obernberg am Inn.
Heinrich Peham studierte Medizin an der Universität Wien. Bereits als Student arbeitete er in der Rechtsmedizin unter Eduard von Hofmann und im Institut für experimentelle Pathologie bei Richard Paltauf. 1895 wurde er in Wien promoviert. Er erwarb Kenntnisse in Innerer Medizin bei Hermann von Schrötter und Chirurgie bei Eduard Albert.
Am 28. Juli 1896 heiratete er Hermine Zacherl (* 18. Februar 1869 in Wien).
Von 1898 absolvierte Peham seine Facharztweiterbildung in Frauenheilkunde bei Rudolf Chrobak. 1904 wurde er Privatdozent für Geburtshilfe und Gynäkologie an der Universität Wien. Nach dem Ausscheiden Chrobaks leitete er den Lehrstuhl kommissarisch bis zum Amtsantritt Alfons von Rosthorns. Peham wurde 1909 außerordentlicher Professor und übernahm 1912 die Leitung der gynäkologischen Abteilung der Wiener Allgemeinen Poliklinik.
In seiner gynäkologischen Privatordination war Peham ein geschätzter Spezialist des Wiener Adels und war u. a. Geburtshelfer der Kaiserin Zita für alle ihre Kinder. Anlässlich der Geburt des Erzherzogs Otto schenkte ihm Kaiser Franz Joseph einen Brilliantring mit den Initialen des Monarchen, und Kaiser Karl zeichnete Peham nach seiner Thronbesteigung mit dem Orden der Eisernen Krone III. Klasse aus.
1918 wurde Heinrich Peham als „Ritter von Bojernberg“ in den Adelsstand erhoben. 1920 wurde von Peham als Nachfolger von Friedrich Schauta auf den Lehrstuhl für Frauenheilkunde und Geburtshilfe an der I. Universitätsfrauenklinik Wien berufen.
Von 1923 bis 1925 war er Präsident der Deutschen Gesellschaft für Gynäkologie und Geburtshilfe und organisierte deren Kongress 1925 in Wien. Von 1927 bis 1928 war er Rektor der Universität Wien.

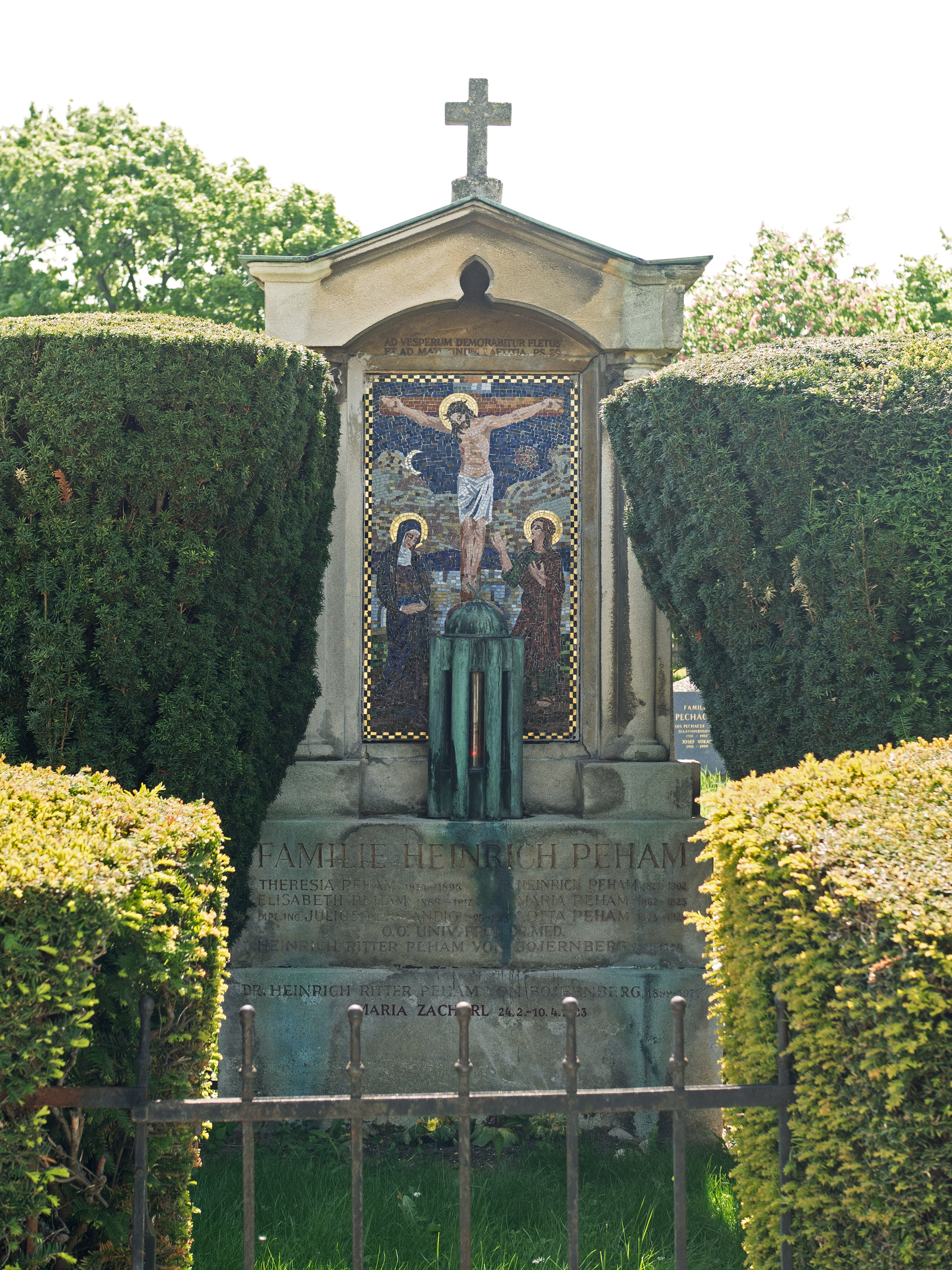
Grabstätte von Heinrich von Peham auf dem Döblinger Friedhof

Von 1926 bis 1928 ließ er in Hinterstoder ein Ferienhaus errichten, die Villa Peham, in der er 1930 während eines Urlaubsaufenthalts im Alter von 59 Jahren verstarb. Der Künstler Jože Plečnik schuf das Grabmal in Wien. 1955 wurde zu Ehren Pehams die Wiener Lagergasse in Pehamgasse umbenannt.

## Schriften (Auswahl)
- Heinrich von Peham: Geburtshilfe einst und jetzt: Inaugurationsrede, gehalten am 9. November 1927 A. Holzhausens Nachf., Wien 1927
- Heinrich von Peham: Die instrumentuelle Perforation des graviden Uterus und ihre Verhütung. Julius Springer, Wien 1926
- Heinrich von Peham, Isidor Alfred Amreich: Gynäkologische Operationslehre. S. Karger, Berlin 1930/1934
- Heinrich von Peham: Das enge Becken; eine Studie über den Geburtsverlauf und die Indikationen zu operativen Eingriffen. 1908